# Lordelo (Paredes)
Lordelo é uma cidade portuguesa sede da Freguesia de Lordelo do Município de Paredes, freguesia com 9,25 km² de área e 12000 habitantes (censo de 2021), tendo, por isso, uma densidade populacional de 1 297,3 hab./km².
A povoação de Lordelo foi elevada à categoria de vila a 28 de Junho de 1984 e à categoria de cidade a 26 de agosto de 2003.

## Demografia
A população registada nos censos foi:
| Distribuição da População por Grupos Etários | Distribuição da População por Grupos Etários | Distribuição da População por Grupos Etários | Distribuição da População por Grupos Etários | Distribuição da População por Grupos Etários |
| -------------------------------------------- | -------------------------------------------- | -------------------------------------------- | -------------------------------------------- | -------------------------------------------- |
| Ano                                          | 0-14 Anos                                    | 15-24 Anos                                   | 25-64 Anos                                   | > 65 Anos                                    |
| 2001                                         | 2119                                         | 1621                                         | 5343                                         | 847                                          |
| 2011                                         | 1766                                         | 1295                                         | 5756                                         | 1208                                         |
| 2021                                         | 1130                                         | 1138                                         | 5252                                         | 1586                                         |

## Património
- Torre dos Mouros ou Torre dos Alcoforados [6]
- Moinhos de água
- Ponte romana
- Alameda de Portugal [7]
- Parque do Rio Ferreira [8]
- Igreja Matriz de Lordelo [9]

## Festas e romarias
- Divino Salvador (quarto domingo de Julho)
- Festa da Senhora do Alívio (15 dias após a Páscoa)
- Festa de São Roque e Santa Tecla (segundo domingo de Junho)

## Cidadãos Ilustres
- Jaime Pacheco
- Ribeiro da Silva
- José Mota
- Rui Barros
- Jorge Sousa
- Mário Sérgio
- Paulo Carvalho
- Carlos Carvalho